# Gonia melanura
Gonia melanura là một loài ruồi trong họ Tachinidae.